# Falling in Between
Falling in Between je dvanajsti studijski album (skupno 11. glej Toto XIV) ameriške rock skupine Toto, ki je izšel leta 2006. To je bil prvi skupinin album po izidu albuma Through the Looking Glass leta 2002 in prvi album, pri katerem je kot novi član skupine sodeloval klaviaturist Greg Phillinganes. Phillinganes je sicer začel kariero pri skupini Toto na turnejah, kot zamenjava za Davida Paicha, ki od leta 2004 do 2008 ni nastopal na turnejah. Na albumu je kot studijski glasbenik sodeloval tudi Steve Porcaro, ki je po albumu Fahrenheit zapustil skupino. 
Na albumu so še sodelovali: nekdanji pevec skupine Toto, Joseph Williams; saksofonist Tom Scott; frontman skupine Jethro Tull, Ian Anderson; pozavnist skupine Chicago, James Pankow; in še en član skupine Chicago, Jason Scheff.

## Seznam skladb
Vse skladbe so napisali David Paich, Steve Lukather, Bobby Kimball, Simon Phillips in Mike Porcaro, razen skladb, kjer je označeno.
| Št. | Naslov                                                                                   | Dolžina |
| --- | ---------------------------------------------------------------------------------------- | ------- |
| 1.  | „Falling in Between‟ (Paich, Lukather, Kimball, M. Porcaro, Greg Phillinganes, Phillips) | 4:06    |
| 2.  | „Dying on My Feet‟                                                                       | 6:11    |
| 3.  | „Bottom of Your Soul‟                                                                    | 6:51    |
| 4.  | „King of the World‟ (Kimball, Lukather, Paich, Steve Porcaro, Phillips, M. Porcaro)      | 4:04    |
| 5.  | „Hooked‟                                                                                 | 4:36    |
| 6.  | „Simple Life‟ (Lukather)                                                                 | 2:22    |
| 7.  | „Taint Your World‟                                                                       | 4:01    |
| 8.  | „Let It Go‟ (Lukather, Paich, Phillinganes, Phillips, Kimball, M. Porcaro)               | 5:00    |
| 9.  | „Spiritual Man‟ (Paich)                                                                  | 5:22    |
| 10. | „No End in Sight‟                                                                        | 6:10    |
| 11. | „The Reeferman1‟ (Lukather, M. Porcaro, Paich, Phillips)                                 | 1:46    |

1 Bonus skladba na ameriški, kanadski in japonski izdaji albuma.

## Zasedba

### Toto
- Bobby Kimball – solo vokal, spremljevalni vokal
- Steve Lukather – kitare, solo vokal, spremljevalni vokal
- David Paich – klaviature, solo vokal, spremljevalni vokal
- Greg Phillinganes – klaviature, solo vokal, spremljevalni vokal
- Mike Porcaro – bas kitara
- Simon Phillips – bobni, tolkala, programiranje

### Dodatni glasbeniki
- Joseph Williams – solo vokal (3)
- Steve Porcaro – sintetizator (2, 5, 8, 10), programiranje (1, 4, 5, 7, 10)
- Ian Anderson – flavta (5)
- L. Shankar – violina (1), spremljevalni vokal (1, 3)
- James Pankow – pozavna (2)
- Ray Hermann – tenor saksofon (2)
- Lee Thornburg – trobenta (2)
- Tom Scott – tenor saksofon (9)
- Roy Hargrove – trobenta, krilnica (11)
- Jason Scheff – spremljevalni vokal (1, 3, 4)
- Trevor Lukather – spremljevalni vokal (5)
- James Tormé – spremljevalni vokal (5)
- Monet – spremljevalni vokal (9)
- Lenny Castro – tolkala